# Bodenehr
Bodenehr ist der Familienname einer deutschen Kupferstecher- und Buchdruckerfamilie des 17. und 18. Jahrhunderts, deren Mitglieder vor allem in Augsburg und Dresden wirkten.

## Familienmitglieder
- Johann Georg Bodenehr (1631–1704), Kupferstecher und Verleger
  - Gabriel Bodenehr der Ältere (1664 oder 1673–1758 oder 1765), Kupferstecher und Verleger und Sohn von Johann Georg Bodenehr
    - Gabriel Bodenehr der Jüngere (1705–1792), Kupferstecher und Sohn von Gabriel Bodenehr dem Älteren
      - Gabriel Bodenehr III (1729–zwischen 1768 und 1818), Kupferstecher und Sohn von Gabriel Bodenehr dem Jüngeren[1]:206
      - Johann Thomas Bodenehr (1741–angeblich 1783), unbekannter Beruf[1]:206
      - Johann Andreas Bodenehr (1744–zwischen 1776 und 1818)[1]:206

    - Johann Sigmund Bodenehr (1715–1776),[1]:205 Kupferstecher, später Kaffeeschenk

  - Moritz Bodenehr (1665–1749), kurfürstlich-sächsischer Hofkupferstecher und Sohn von Johann Georg Bodenehr 
    - Johann Georg Friedrich Bodenehr (1691–1730), Kupferstecher und Sohn von Moritz Bodenehr
    - Johann Gottfried Bodenehr (1696–1743), Kupferstecher und Sohn von Moritz Bodenehr

  - Georg Conrad Bodenehr (1673–1710), Kupferstecher und Sohn von Johann Georg Bodenehr

- Gabriel Bodenehr (1604-1658), Stecher von biblischen Figuren, Städteansichten, Landkarten und Schlachten in Augsburg[2]
- Gabriel Bodenehr (1634-1727), Kupferstecher und Verleger in Augsburg[3]
- Johann David Bodenehr († um 1700), Kupferstecher; genannt von Heinecken, jedoch nicht in Quellen belegt,[4] möglicherweise eine Fehllesung einer Signatur, ein Sohn des Dresdener Moritz Bodenehr[1]:207 oder eine Verwechslung mit Johann Conrad Bodenehr[5]
- Johann Conrad Bodenehr, möglicherweise Urheber des Bildnisses des Ulmer Arztes Veit Riedlin von 1668[6]

## Werke
- Johann Georg Bodenehr: S. imperii Romano Germanici geographica descriptio. Bodenehr, Augspurg ca. 1680 (Digitalisierte Ausgabe der Universitäts- und Landesbibliothek Düsseldorf)